# 3206 Wuhan
3206 Wuhan (1980 VN1) là một tiểu hành tinh vành đai chính được phát hiện ngày 13 tháng 11 năm 1980 bởi Đài thiên văn Tử Kim Sơn ở Nanking.